# 勒皮他

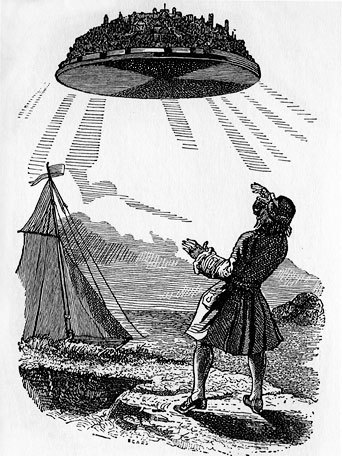
格列佛发现勒皮他（让·伊尼亚斯·伊西多尔·热拉尔绘）

勒皮他，又译飞岛国、拉普塔、拉普达、拉皮塔，是乔纳森·斯威夫特发表于1726年的《格列佛游记》中出现的一个飞行岛。它的直径大约4.5英里（7.2），以金刚磁石为基底，而居住于其上的居民可以使用磁石推动岛屿前往他们想去的任何地方。在岛屿非常精确的中央位置有一个用来汇集雨水的洞窟。该岛也被國王用来维持、保证他的霸权统治。

## 地理位置
拉普达位于巴尼巴比（Balnibarbi）的上空，该区域由居住在拉普達飞行岛上的国王统治。格列佛描述说，该岛飞行范围“不能超出下方领地的范围”、亦“不能升到超过四英里的高度”，因为能使得岛上磁石产生效用的特定矿物仅存在于国王统治的领土之上。岛屿和下方的领地的位置，大约在格列佛最后的已知位置（北纬46°，东经183°） 的南东南方，也就是说是日本东部、阿留申群岛以南，沿着一个小型的岩石岛屿链分布。

## 描述
拉普達被描述成有着4.5英里（7.2）直径的精准圆形，面积约为10,000英畝（4,000公頃）。该岛有 300碼（270） 厚，包括一块平滑、圆称、约200碼（180）厚的金刚石基底，上面按正常地层分布着一些矿物，最上层是10~12英尺厚的松软而又肥沃的土壤。
从上表面的边缘开始直到圆心，是一个逐渐向下的斜坡，这也就导致了所有的雨水都能汇集到中央洞窟的四个周界约0.5英里（800）、离岛屿绝对中心200碼（180）的大水池里。 在岛屿的中心有着一个直径约为50碼（46）的洞窟，深及金刚石基底下方100碼（91）该洞窟被称作“天文学家之洞”，存放着可使该岛在国王领地内飞行的磁石。

## 居民

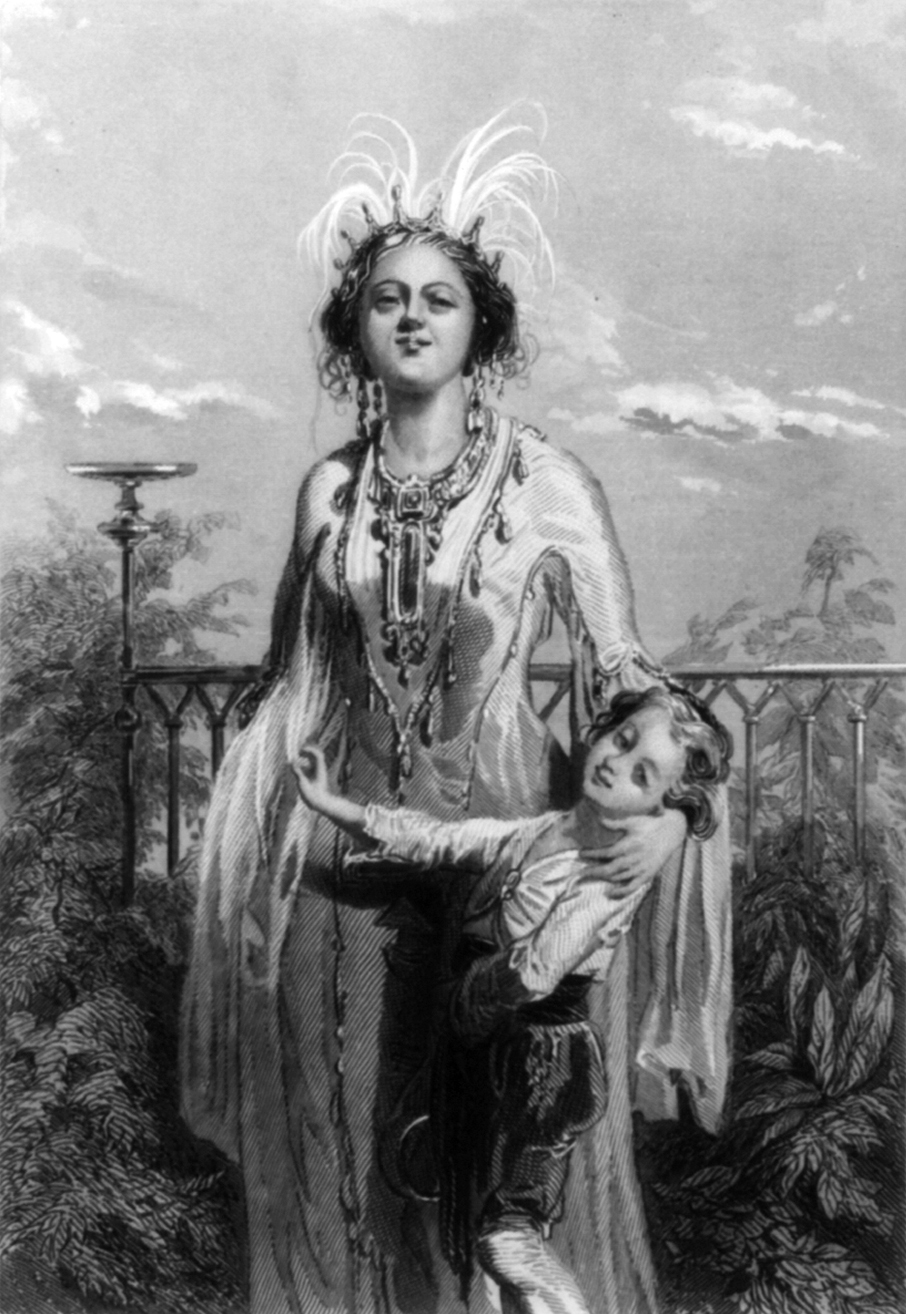
勒皮他的王后。插图来自《格列佛游记》的某法语版本（1850年代）。

拉普達人口主要由接受过教育的人组成，他们钟爱数学、英文、天文与音乐，不过都缺乏对他们知识的实际运用。剩余的人口由許多的仆人所组成。
拉普達人掌握利用磁石飞行的技术。他们很钟爱天文，发现火星的两个卫星—— 这比现实中阿萨夫·霍尔于1877年发现火星的两个卫星还要早151年。但他们无法制造合身的衣服和有着直角的房子，原因在于拉普達人用四分仪和指南针进行测量，而非皮尺。拉普達人那些不合身的衣服都被天文和音乐符号所装饰着。他们听他们自己的音乐來打发时间。他们相信天文并且常常担心太阳会熄灭。
拉普達是个男性所主导的社会。女性们总被要求前往飞岛下方的岛屿。但是岛上的妇女基本都哀叹自己被困在岛上，而且离开飞岛的女性基本都没回来过。拉普達的女人们性欲旺盛、常常會通奸，只要有可能就从下方岛屿的来客中來选取情人。而拉普達的丈夫们都沉迷于数学和音乐计算，也许可能会想得到他们的妻子在通奸的可能性，但他们只要没有“拍手”在侧是不会注意到這些事，即使这就发生在眼皮之下。
由于拉普達人对理智的热切追求，他们被描述为太过陷入沉思而无法进行日常生活，需要仆人用装有鹅卵石或乾豌豆的气囊拍打来提醒自己，这些仆人也被称为“拍手”，每个拉普達人都有一到两个。拉普達人的头不是偏右就是偏左，眼睛一只内翻一只朝上“直冲天顶”。拉普達人奇怪的眼睛是斯威夫特对显微镜和望远镜的滑稽模仿。这样的拉普達人进行的科学研究是不能在日常生活中发挥作用的，甚至无法感知，没有他们的“拍手”走路就有撞树或者掉沟的风险。

## 临近岛屿
在拉普達飞岛下方的飞岛飞行可及范围之内，是巴尼巴比（Balnibarbi）。巴尼巴比被拉普達国王统治，其地面首都为拉格多（Lagado）。
拉普達强横独裁的国王控制巴尼巴比主要依靠威胁用飞岛飞临的阴影来覆盖反叛地区获取阳光雨露，或者从上往反叛地区砸石头。在某些极端的情况下，飞岛会下降到那些城市上直接摧毁它们，尽管这并不是次次都能成功的，特别是在面对第二大城市林达因（Lindalino）时——格列佛记述道，林达因人在城市四周飞速建立四座高塔妨害岛屿下落（高塔会戳破飞岛的金刚石基底），高塔内还安有磁石，岛屿下落就会无法飞起，林达因人即打算杀光岛上的人，彻底改朝换代。
巴尼巴比人的语言，他们既说拉普達语，又说巴尼巴比语——格列佛描述说“听上去像意大利语”。

## 象征
林达因人反抗拉普達的暴动，寓意着爱尔兰反抗大不列颠，和大不列颠的 （指的是辉格政府）暴力的对内对外政策（参见乔纳森·斯威夫特的政治生涯)。
拉普達人的荒诞发明则是在嘲笑皇家学会。
在西班牙语中，拉普達（Laputa）拆开为"la puta" 则意味着“妓女”（参见 Spanish profanity），一些西班牙的编辑在《格列佛游记》中用"Lapuntu"、"Laput"、"Lapuda"和"Lupata"来替代。这似乎加强了乔纳森·斯威夫特的讽刺意味，因为他知道这西班牙语的含义。（格列佛，也即文中的他自己，说西班牙语是“他能流利使用的数种语言之一”）

## 中西文化偶合
钱钟书《管锥编》第二册記載乔纳森·斯威夫特(Jonathan Swift)小說《海外軒渠録》寫飛浮島國（Laputa 勒皮他）的人民“愁慮無寧晷”（never enjoying a minute's peace of mind），一天到晚害怕“天體將生變故”（their apprehensions arise from several changes they dread in the celestial bodies），例如“惴惴恐日輪漸逼地球，行且吸而吞之，以是寢不安席，生趣全無”（they can neither sleep quietly in their beds，nor have any relish for the common pleasures or amusements of life）。錢鍾書認為，這段敘述跟中国春秋时期《列子·天瑞》寓言成语故事“杞人忧天”有異曲同工之妙。

## 影响、传承
在火星最大的卫星火卫一福波斯上，有个区域叫作“拉普達区（Laputa Regio）”, 得名于斯威夫特在书中“预测”到了火星有两个卫星。
拉普達Laputa，偕同斯威夫特的一些其他创造，是后世许多作品的启迪与基础。例如：
- 《天空之城》Laputa: Castle in the Sky，宫崎骏的一部动画电影，围绕一座浮空城市展开。在北美标题被简化为"Castle in the Sky"来避免与西班牙语的粗俗内容"la puta"形似。
- Game Boy Advance的视频游戏F-Zero：Maximum Velocity的赛道被命名为“Laputan Colony”。在北美标题被简化为和"Empyrean Colony"来避免与西班牙语的粗俗内容"la puta"形似。[來源請求]
- 威廉·巴雷特 在他1958年的书《非理性的人》 中用了这个故事来说明存在主义试图抵制的异化。
- 马自达Laputa，名字即来源于此。
- 在奥斯卡获奖影片 《奇爱博士》 一架B-52轰炸机瞄准了在Siberia的Laputa ICBM complex。在电影中这既是致敬斯威夫特的小说，也是性暗示。
- 在视频游戏上古卷轴III：晨风中，浮动监狱"Ministry of Truth"经常被认为是基于Laputa和乔治·奥威尔的《一九八四》。
- Stranger in a Strange Land (1961)
- 在James Blish的 Cities in Flight 四部曲的第三部，mayor Amalfi将IMT'a攻击称为与Laputa相似。
- Case for a Rookie Hangman，Pavel Juráček (1969)，一部捷克电影。[7]
- 在视频游戏Deus Ex 具有生物力学增强的角色Gunther Hermann的'killphrase'是"Laputan Machine"。向角色说出这句话会导致他的死亡。
- 在视频游戏生化奇兵：无限中以一个反乌托邦浮空城市为特色。
- 在视频游戏 PopoloCrois 包含一个名叫the floating continent of 'Bryonia'的地点，基于Laputa。
- 星际迷航：原初的一集The Cloud Minders以浮空城市为特色。
- John Crowley的后世界末日科幻小说 Engine Summer 有一个名叫Laputa的浮空城市。
- 星际之门：SG-1的一集诺克斯族（The Nox） 有一个名浮空城市。
- 在时空之轮中的的吉尔王国（Kingdom of Zeal）与Laputa非常相似。
- 2015年Hiatus Kaiyote的专辑Choose Your Weapon 有首歌题为"Laputa"。
- 在道格拉斯·亚当斯的《生活的宇宙和一切》中“大厦里的飞行派对”是通过银河系漫游指南贯穿格列佛游记主题的一部分。
- 2013年的电影 Elysium 有一个飞行的乌托邦，它有先进的技术。
- 在视频游戏 UFO: Aftershock中，玩家使用飞行的外星城市作为他们的基地，以重新控制后世界末日的地球，其基地被称为Laputa。
- 韩国艺术家DPR Live的专辑 "Coming to You Live" 以一首题为"Laputa"的歌为特色。

## 科幻文化的化身
- 太空居民點

## 资源
- Page, Michael; Ingpen, Robert. . New York: Penguin Studio. 1998: 94, 150–1. ISBN 0-14-010008-3.
- Swift, Jonathan, , Oxford World Classics, introduction by Claude Rawson, explanatory notes by Ian Higgins reprint, 2008 [1986]. First published 1726.

## 扩展链接
- Gulliver's Travels, by Jonathan Swift （页面存档备份，存于） at Project Gutenberg